# (4382) Stravinsky
(4382) Stravinsky (1989 WQ3) – planetoida z pasa głównego asteroid okrążająca Słońce w ciągu 4,05 lat w średniej odległości 2,54 j.a. Odkryta 29 listopada 1989 roku.